# 曾仲鸣
曾仲鸣（1896年4月10日—1939年3月21日），福建闽县(今属福州市鼓楼区）人。中华民国大陆时期政治人物，文学研究者。

## 个人生平

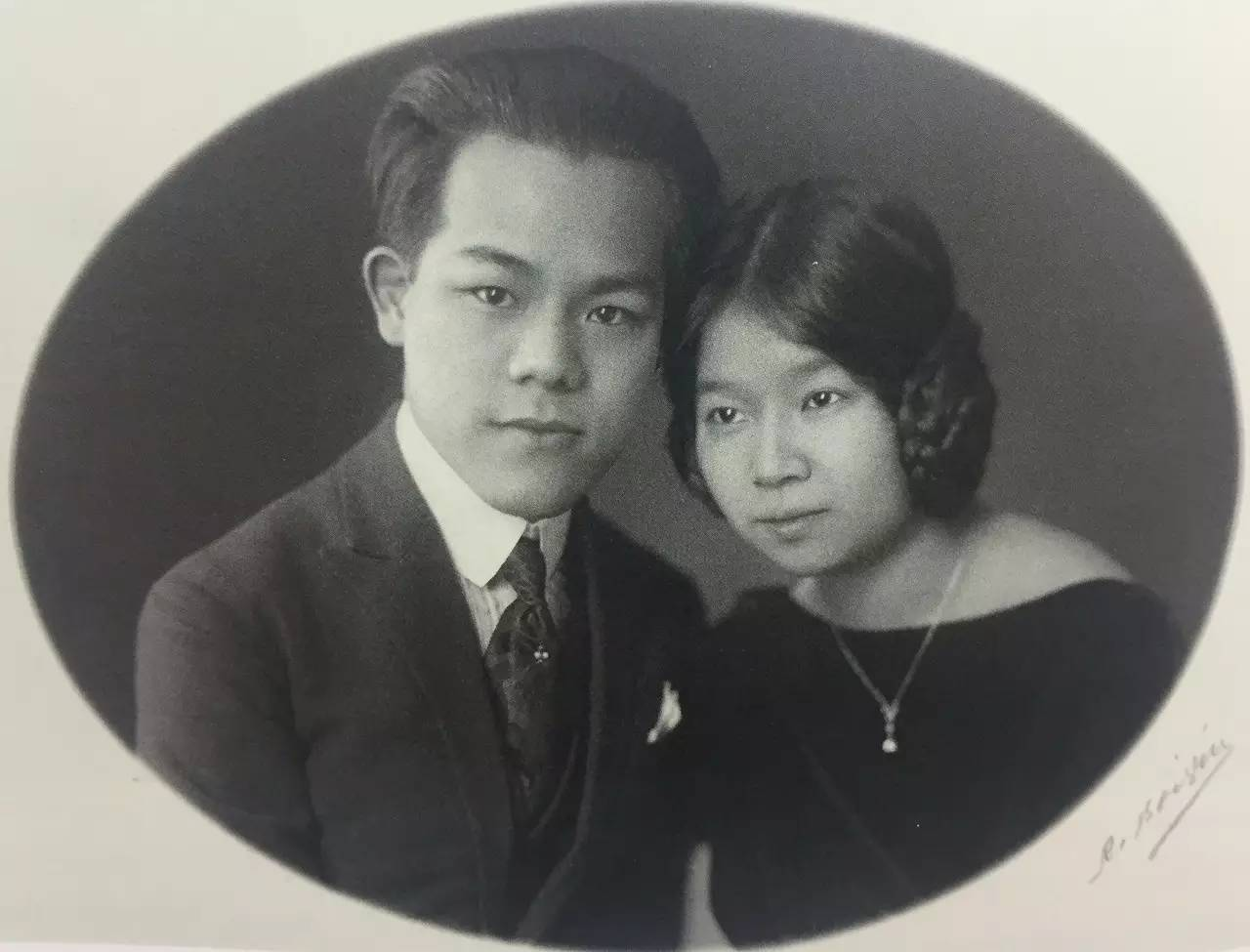
曾仲鸣与方君璧的合影

1896年4月10日，曾仲鸣出生于福建闽县。早年丧父，由母亲和兄长教养成人。1912年，随其姐曾醒同方君瑛，汪精卫等共八人赴法国留学。一战爆发后入波尔多大学攻读化学，获理科硕士学位；继入里昂大学攻读法国文学，于1921年获文学博士学位。1921年冬至1924年，曾仲鸣先后担任里昂中法大学中方理事，秘书长，主持学校日常事务。1922年，与六年前订婚的青梅竹马方君璧在阿讷西湖畔结婚。
曾仲鸣于1925年初回国，任国立广东大学法文教授，7月，在时任国民政府主席汪精卫的举荐下，任国民政府主席秘书，自此成为汪精卫身旁最重要的亲信之一。1927年10月任武汉国民政府秘书和政治委员会主任秘书。1930年夏参加阎锡山，汪精卫反蒋活动，于同年8月任中国国民党北平扩大会议秘书长。失败后至香港任《南华日报》编辑。
1931年2月，曾仲鸣参与了汪精卫等策动的成立广州国民政府的活动，12月后，随汪精卫到南京，被选为国民党第四届候补中央执行委员，中央海外党务委员会委员。1932年1月任上海《南华文艺》半月刊主编，同月任行政院秘书长，2月任铁道部常务次长，4月任侨务委员会常务委员，6月兼任铁道部大潼太沽铁路督办。1934年12月任铁道部政务次长，1935年9月任全国经济委员会合作事业委员会委员，11月连任国民党第五届候补中央执行委员。1936年3月，曾仲鸣卸职，陪汪精卫赴欧疗伤，12月回国。1937年2月任国民党中央政治会议副秘书长，8月任国防最高委员会高级秘书。

### 遇刺
1938年12月，汪精卫由重庆经昆明秘密出逃至越南河内，公开叛国投日，而曾仲鸣一直紧随其旁。1939年3月21日凌晨，军统特务陈恭澍等人受戴笠电令，到河内 高朗街二十七号寓所暗杀汪精卫。特务们误将外出的曾仲鸣当作是汪精卫展开暗杀。曾仲鸣身上多次中弹，并于1939年3月21日下午，在河内的法国陆军医院因抢救无效身亡，享年42岁。

关于曾仲鸣遇刺的细节，曾仲鸣的次子曾仲鲁回忆道：
“　　那天晚上，突如其来的枪声把他们都惊醒了。父亲当时说了句：“我出去打电话！”就开门往外走——电话在楼下二层。刚到门口，他看到了一个女人的身影，以为是汪精卫的女儿汪文惺，就叫了声她的小名“美美”，赶紧拉她进屋躲避。其实那并不是汪文惺，而是住在他们后面那个房间的朱微。这时候母亲听见父亲说：“我受伤了！”母亲起初并没意识到发生了什么，还很奇怪地问他为什么——其实这时父亲已经被子弹打中了腿，母亲让他躺在床上，她自己赶紧去顶着门，把门锁住。

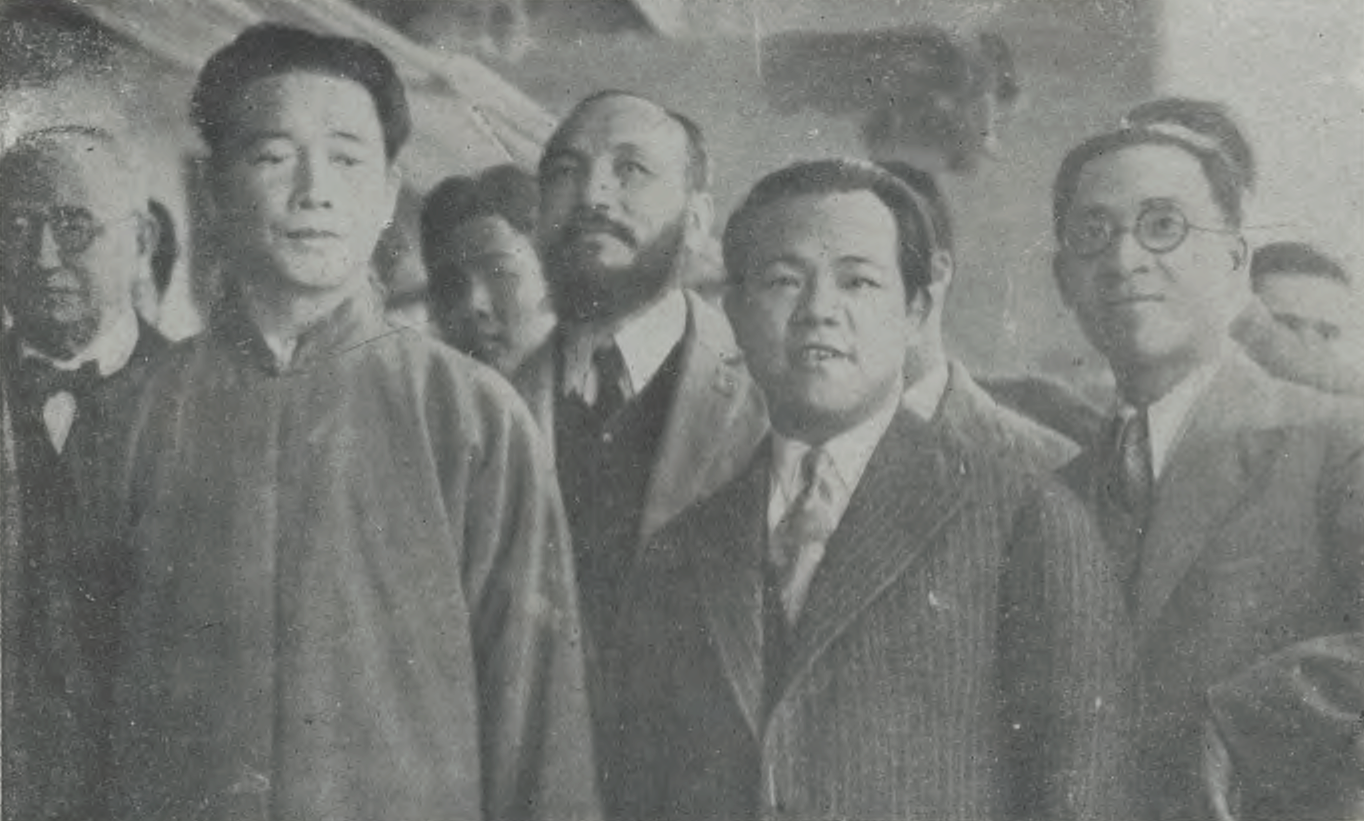
汪精卫因病出国，于船上留影（前方右二为曾仲鸣）

　　这时候，刺客们从一楼一路开枪上来。房间的门很薄，子弹一下子就打了进来。妈妈也中弹倒在地上。刺客用斧子把门劈开一个洞，伸手进去扫射——事后在他们的房间里，找到了40多发子弹。父亲身上多处中弹，从床上滚到地下。刺客们似乎看到母亲倒在了地上，并没有对她扫射。母亲还对倒在血泊里的父亲说：无所谓了，我们两个就一起死吧……
 　　过了一会，枪声终于停了。何文杰和汪文惺跑过来，看到他们俩躺在地上，身边是一摊血。朱微躲在门后墙角的位置，逃过一劫。何文杰不会说法语，他把已经快瘫软的朱微连拖带抱到二楼的电话那儿，叫了救护车，父亲和母亲被送到河内的法国陆军医院。
　　父亲的情况最严重。他的胸部和腹部中了许多枪，马上被送进手术室。何文杰的血型与父亲一样，都是B型，医生就直接从他身上抽血给父亲。当时父亲尚有意识，还对何文杰轻轻地说：“阿杰，浪费你的血了……”父亲的小肠中了许多枪，已无法缝补，医生直接将一尺多的小肠切除。听说父亲当时还比较镇静，因为他主管汪精卫的财政，所以他还叫人把支票簿拿来，要签一张空白支票，以防万一有急用而取不出钱来。他人已非常虚弱，签了好几次，才选了一张字迹没有太走样的。
　　母亲当时也身中三枪。后来的事情，她只记得，有人把父亲抬过来，让她亲一下他，跟他说再见。母亲连声说：“他还没死呢！还没死呢！”其实那时父亲的心跳已经停止了。这一年，他43岁。”

## 著作
曾仲鸣著有《中国文学史》（法文）、《中国国民党》（法文）、《中国与和平》、《中国与法国》、《法国文学丛谈》、《中国诗史》（法文）、《法国的浪漫主义》、《艺术与科学》等书，译有《唐人绝句百首》、《堪克宾》《神圣的童年》《法国短篇小说集》等书。

## 评价
得知曾仲鸣替自己遇刺后，汪精卫感到极度悲痛，并冒着遇刺风险来医院看望曾仲鸣。汪精卫身边的人都劝他不要冒险，可汪精卫却含泪说道“我是看着仲鸣从小长大的，他又为我工作多年，我一定要去看他！”曾仲鸣伤重身亡后，汪精卫更是以悲愤的心情写下《曾仲鸣先生行状》一文来纪念曾仲鸣。汪在此文中这样评价他:「君生平文学著述甚多，而于政治则重实行，少言论，且自以处机要之地，益以慎密为务；然亦正由其处机要之地，于中央决策之经过及其蹉跎变幻之所以然，了然于中，忧国之心既深，及其未亡，而思有以救之；积诚已久，一旦决然行其心之所安，凡悠悠之毁誉，及其一身之死生祸福，固所不计也。呜呼！是可谓仁且勇矣！」此外，有部分学者(如金雄白）认为:曾仲鸣遇刺一事，为汪精卫政权成立的主要原因。
民国文人喻血轮在作品《绮情楼杂记》中说：“二十七年在河内被刺之曾仲鸣，为汪精卫最宠信之人，其人小有聪明，亦能摇笔为文，故汪倚为左右手。”
民国外交官，汪精卫的心腹高宗武在其回忆录中写道：“曾仲鸣这位秘书不仅仅是秘书。早年在法国的朋友当中，曾与汪相交多年，后来成为汪不可一日不见的密友。曾处理汪的全部财务，管理家务，陪同旅行，照料途中大小杂事。曾也是汪的重要顾问，因为肥胖喜欢玩的曾，向来都同意汪的观点。虽然汪少不了曾，两人的个性是不同的。曾是个奔放不羁的人，已有中国妻子，在巴黎学习艺术，喜欢酒、女人和夜生活。”（原文为英文）
曾仲鸣次子曾仲鲁评价道：“父亲曾仲鸣与汪精卫相识多年，曾经担任过他的秘书，后来一直追随他，是他对外的“军师”和顾问，也是他外出旅行的经常伴侣。父亲当时的地位也非常重要——汪精卫身边有两个最主要的助手，一个是陈璧君，另一个就是曾仲鸣，他掌管着汪精卫的财政大权。”
曾仲鸣的夫人方君璧评价道：“（我和曾仲鸣）不只是夫妇，同时也是兄妹，同时也是朋友”。方君璧后来于1966年将她和曾仲鸣所写的诗词结集出版为《頡頏樓詩詞稿》，她在该书的序中写道：“我们两人的血同时流了，已混在一起，永远不能分开了。你死了，我的一半已与你同死。我的未全死，或是天怜我们的三个孩子，不忍他们一旦俱为无父无母之雏。所以我现在的生存，也有一半是你生存在我的身里。我的脑中，我的心中，都充满了你。在前，你曾说过：你相信我还甚于相信你自己。至今相隔廿几年，我所做的事，都很像是受你所指使，我不敢负你相信我之心。现在孩子们也已长大了，学成了，我对他们的任务也完了。我希望不久之将来，我们可以重见，我们的心灵可以再合在一起。但是在我未死之前，我要将我所保存你的诗词稿付印。愿这剩下的残红片片，不至于散失，可令人想念到芬芳的花朵。”

## 纪念
汪精卫政权为纪念“和运先烈”曾仲鸣、沈崧(汪精卫的外甥，于1939年8月遇刺身亡)，于1942年初在广州创设鸣崧学校。